# Monarki
Monarki, monarkowate (Monarchidae) – rodzina ptaków z podrzędu śpiewających (Oscines) w obrębie rzędu wróblowych (Passeriformes), obejmująca około stu gatunków. Są to małe lub średniej wielkości ptaki. Są owadożerne, często polują na owady, łapiąc je w locie.

## Zasięg występowania
Monarki zamieszkują Czarną Afrykę (wraz z Madagaskarem), południową i wschodnią część Azji oraz Australię i Oceanię.

## Podział systematyczny
W latach 90. XX wieku Ch. Sibley i współpracownicy przeprowadzili badania pokrewieństwa (przy użyciu hybrydyzacji DNA-DNA) między różnymi gatunkami m.in. tej rodziny. Efektem tych prac było włączenie monarkowatych – w randze podrodziny Monarchinae – i wachlarzówek (Rhipidurinae) do rodziny dziwogonów (Dicruridae). W 2008 L. Christidis i W.E. Boles podnieśli monarkowate i wachlarzówki do rangi rodzin.
Po tych rewizjach taksonomicznych do rodziny monarkowatych zaliczane są następujące rodzaje:
- Grallina Vieillot, 1816
- Arses Lesson, 1831
- Myiagra Vigors & Horsfield, 1827
- Symposiachrus Bonaparte, 1854
- Carterornis Mathews, 1912
- Metabolus Bonaparte, 1854
- Monarcha Vigors & Horsfield, 1827
- Pomarea Bonaparte, 1854
- Chasiempis Cabanis, 1847
- Neolalage Mathews, 1928 – jedynym przedstawicielem jest Neolalage banksiana (G.R. Gray, 1870) – pacyficzka złotawa
- Mayrornis Wetmore, 1932
- Clytorhynchus Elliot, 1870
- Trochocercus Cabanis, 1851
- Hypothymis Boie, 1826
- Terpsiphone Gloger, 1827